# Risomurex nicocheanus
Risomurex nicocheanus is een slakkensoort uit de familie van de Muricidae. De wetenschappelijke naam van de soort is voor het eerst geldig gepubliceerd in 1900 door Pilsbry.